# ۶۳۳ (خورشیدی)
۶۳۳ ششصد و سی و سومین سال هجری خورشیدی است.